# Svět mezi námi
Svět mezi námi je dokumentární film režisérky Marie Dvořákové z roku 2024 o fotografce a modelce Marii Tomanové.

## Popis
Marie Dvořáková působila již několik let v New Yorku, kde pracovala v Českém centru. V roce 2018 připravovala fotografce Marii Tomanové první samostatnou výstavu v Českém centru, kterou také pro potřeby instituce natáčela a mapovala. Natáčení se pomalu rozrůstalo a Dvořáková se rozhodla natočit o Marii Tomanové film. Důležitou postavou filmu je také partner Marie Tomanové, kurátor Thomas Beachdel, který je zároveň osobním rádcem, podporovatelem a konzultantem fotografických sérií jeho partnerky. Snímek doprovází Tomanovou na první cestu do rodného Mikulova, kam se vrací po osmi letech. Rovněž mapuje růst její popularity a počet nových zakázek v podobě focení či modelingu pro světové značky.

## Uvedení
Snímek byl v premiéře uveden na Mezinárodním filmovém festivalu dokumentárních filmů v Jihlavě v roce 2024, kde získal Cenu za nejlepší kameru a také Cenu studentské poroty. Do kin jej uvádí společnost Pilot Film 17. dubna 2025.